# Riflesso assonico

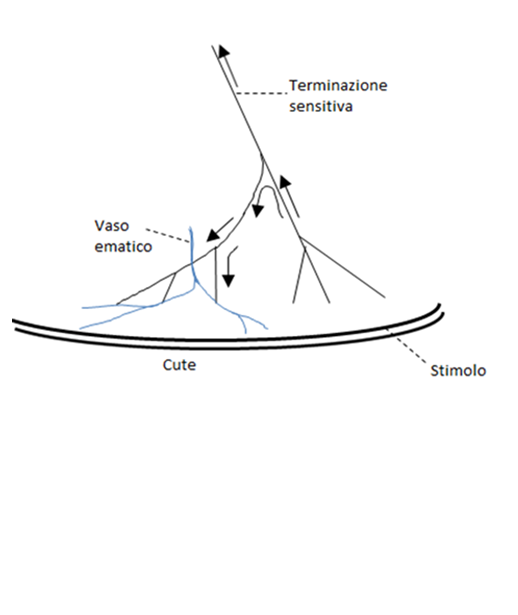
Riflesso assonico

Il riflesso assonico è un tipo di riflesso nervoso mediato da soli assoni dei neuroni sensoriali ovvero privo di centri d'integrazione o sinapsi.
Le fibre nervose responsabili di tale riflesso sono del tipo C, amieliniche e a bassa velocità di conduzione, appartenenti alla categoria dei nocicettori. La stimolazione della parte periferica della radice sensitiva afferente di un nervo spinale comporta conduzione degli impulsi in due direzioni: verso il midollo spinale, ossia centralmente (dromicamente), con l'insorgenza della sensazione dolorosa;  perifericamente (antidromicamente), verso i vasi cutanei, tramite le ramificazioni assoniche, con la conseguente dilatazione delle arteriole nella zona stimolata.
Questo riflesso può avere come effetto un aumento di flusso ematico nel punto stimolato, per diluire o asportare lo stimolo nocivo (es. sostanze irritanti o lesive); altri effettori possono essere ghiandole sudoripare.